# Germanwings
Germanwings was een Duitse lagekostenluchtvaartmaatschappij en een dochterbedrijf van Lufthansa.
De belangrijkste basis was Luchthaven Keulen-Bonn, met hubs in Luchthaven Stuttgart, Luchthaven Berlin-Schönefeld en Luchthaven Hannover-Langenhagen en Luchthaven Hamburg. In 2010 werden 7,73 miljoen passagiers vervoerd met een gemiddelde bezetting van 81,8% en bedroeg de omzet 630 miljoen euro. In 2011 werd de omzet verhoogd tot 687 miljoen euro.
Op 7 april 2020 kondigde de Lufthansa Group aan Germanwings wegens een herstructurering volledig te zullen opheffen.

## Geschiedenis

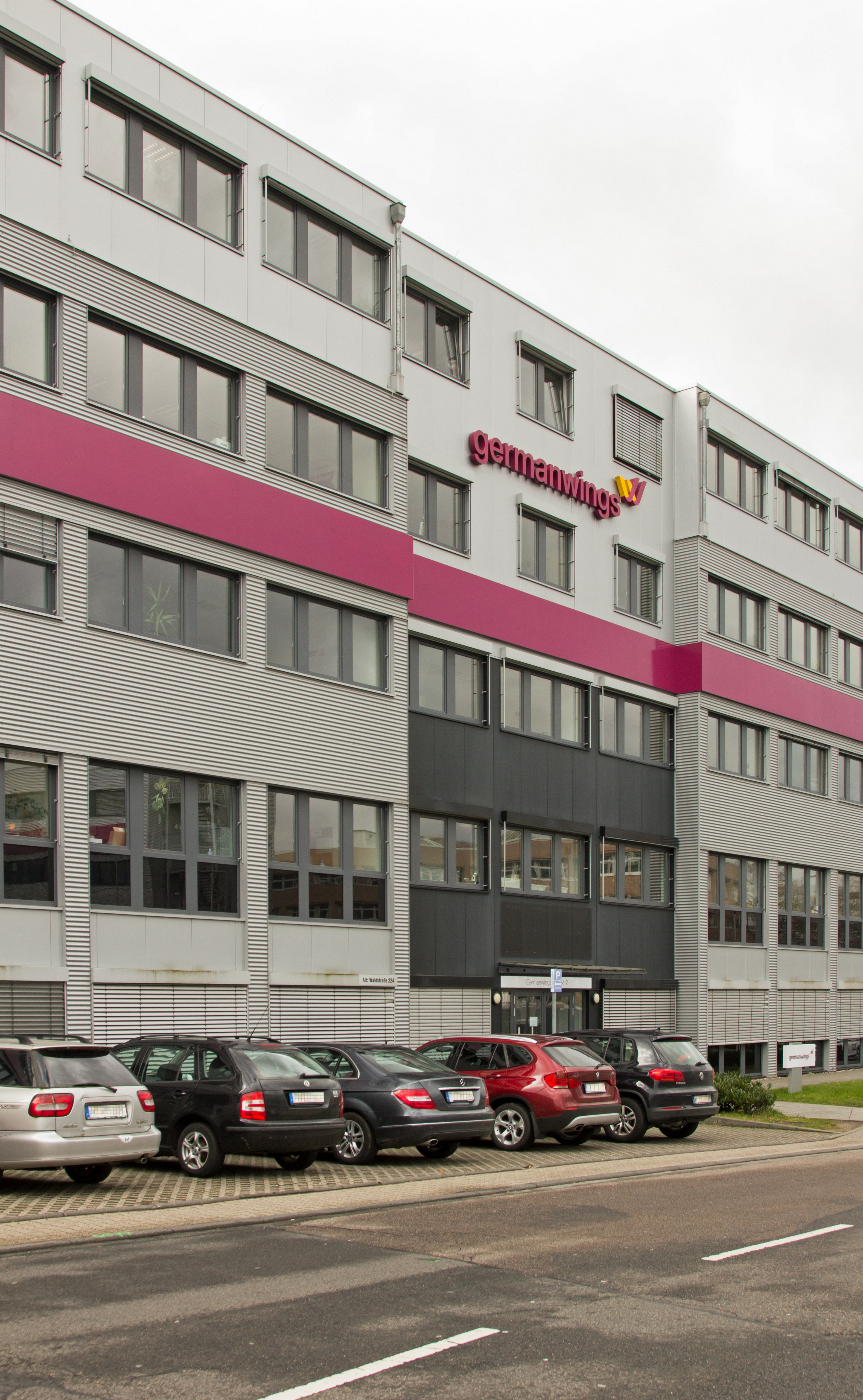
Het hoofdkantoor van Germanwings

Germanwings werd in het jaar 1997 onder de naam Eurowings Flug GmbH als dochter van Eurowings AG opgericht en in 2002 werd de naam veranderd in Germanwings. In Eurowings AG had de Lufthansa weer een aandeel van 49%. Op 8 december 2008 besloot Eurowings AG tot de verkoop van Germanwings aan Lufthansa. Een tussentijdse fusie tussen Condor en TUIfly mislukte in 2008 door onenigheid tussen de verschillende partijen over de fusie.
Vanaf 2013 heeft Germanwings alle Duitse en Europese vluchten buiten de hubs Frankfurt en München van Lufthansa overgenomen. Hiervoor kreeg Germanwings van het moederbedrijf rond de 58 vliegtuigen, zodat de vloot uitgebreid werd naar 90 toestellen.

### Fusie Eurowings
In verband met de herstructurering van de Lufthansa-groep werd eind 2014 bekendgemaakt dat het merk Germanwings ging verdwijnen. Er werd besloten dat het merk opging in Eurowings. Zo ontsond er een nieuwe lowcostluchtvaartmaatschappij die de concurrentiestrijd kon aangaan met onder meer Ryanair en easyJet, zowel op routes binnen als buiten Europa. De vervanging van de merknaam werd in januari 2016 ingezet. De maatschappij Germanwings bestond echter nog, maar voerde sinds 1 november 2015 vluchten als "wet lease-operator" uit voor Eurowings ('Eurowings operated by Germanwings').

## Vloot
In januari 2017 bestond de vloot van Germanwings uit de volgende toestellen:
- 43 Airbus A319-100
- 16 Airbus A320-200

## Crash
Op 24 maart 2015 stortte een Airbus A320 van het bedrijf neer in de Franse Alpen tussen Barcelonnette en Digne-les-Bains terwijl deze onderweg was van Barcelona naar Düsseldorf. Aan boord bevonden zich 144 passagiers en 6 bemanningsleden, waaronder een Nederlandse vrouw en een Belgische man. Geen van de inzittenden heeft de crash overleefd.